# RText
RText  es un editor de texto para programadores, disponible bajo licencia GNU General Public License.

## Características
Algunas de las características de RText incluyen:
- Resaltado de sintaxis para más de 20 idiomas.
- Búsqueda y reemplazo de expresiones regulares.
- Buscar y reemplazar en archivos.
- Compatible con todas las codificaciones de caracteres soportadas por la JVM.
- Interfaz de documento configurable (ficha, MDI o vista de lista).
- Editor que soporta múltiples fuentes simultáneamente.
- Soporte de coincidencia (bracket matching).
- Resaltado de línea actual.
- Interfaz personalizable (iconos, aspecto, combinación de colores, etc.)

## Compatibilidad
RText está escrito en Java y se puede ejecutar en Linux, Mac OS X, OS/2, Unix, OpenVMS y Windows.